# Харон Лампсакський
Харон Лампсакський (500—461 роки до н. е.) — історик-логограф, що походив з міста Лампсак у Малій Азії.

## Життєпис
Відомостей про життя, родину Харона майже немає. Точно знаємо, що він народився у м.Лампсак. Терміни народження та смерті приблизні. За одними даними він народився у 500 році до н. е., а за іншими 480 р. до н. е. Помер між 465 та 461 роками до н. е.
Є інформація що він жив за часів перського царя Дарія I. Тому основною темою його робіт були опис греко-перських воєн та історія рідного міста. Історія Хароном велася на кшталт давньоруських літописів. Була побудована не тільки на описі подій в історії Лампсака, але й описувався міф, пов'язаний із заснуванням цього малоазійського міста.
Приділяв він також увагу історії та географії інших земель, з якими стикалися греки. Цей твір звався Періпл («землеопис»), що складався з окремих не пов'язаних між собою частин.

## Твори Харона
- Перська історія.
- Літопис Лампсака.
- Про Лампсак.
- Лівійська історія
- Критська історія.
- Ефіопська історія.